# Hicran Özen
Hicran Özen (* 15. Juli 1981 in Gießen) ist eine deutsche Basketballnationalspielerin aus Gießen.

## Schule, Studium und Beruf
Sie machte 2000 an der Gesamtschule Gießen-Ost Abitur und studiert seit dem Jahr 2000 Sportwissenschaft, Psychologie und Erziehungswissenschaft/Pädagogik an der Justus-Liebig-Universität Gießen.

## Basketballkarriere
Ihre Basketballkarriere begann Hicran Özen beim Post SV Gießen. 1999 wechselte die 1,69 m große Spielerin zum Erstligisten BC Marburg, wo sie – zunächst als Ergänzungsspielerin – meist auf der Position der Aufbauspielerin (Guard) eingesetzt wurde. In der Saison 2002/03 erhielt sie deutlich mehr Einsatzzeiten und war auf dem Weg zur Stammspielerin. Doch im Jahr 2003 erlitt sie einen Kreuzbandriss und konnte sowohl den Pokalgewinn als auch den Gewinn der deutschen Meisterschaft des BC Marburg nur von der Bande aus mitverfolgen. Zur Saison 2011/2012 wurde Hicran Özen vom seinerzeit amtierenden Deutschen Meister und Pokalsieger TSV 1880 Wasserburg verpflichtet. Zum Saisonende 2011/2012 beendete Hicran Özen ihre Erstligakarriere und heuerte zur Saison 2012/2013 beim Regionalligisten Krofdorf-Gleiberg an. Dort erlitt sie im letzten Heimspiel der Saison einen erneuten Kreuzbandriss und kam erst zur Saison 2015/2016 zurück in das Team.

## Größte Erfolge
In der Saison 2002/03 war sie Mitglied der Mannschaft des BC Marburg, die den deutschen Pokal und die deutsche Meisterschaft gewann, konnte aber in der entscheidenden Phase wegen eines Kreuzbandrisses nicht aktiv ins Geschehen eingreifen.
2002 und 2005 gewann sie zudem mit dem BC Marburg die Bronzemedaille im Pokalwettbewerb. In der Saison 2009/2010 erreichte sie mit dem BC Pharmaserv Marburg den 3. Platz in der Meisterschaft. Ebenfalls den 3. Platz konnte sie beim Pokalwettbewerb in der Saison 2010/2011 mit dem BC Marburg erreichen, ebenfalls in der Saison 2010/2011 absolvierte Hicran Özen ihr 200. Bundesligaspiel. Im Januar 2011 wurde sie zur Sportlerin des Jahres 2010 des Landkreises Marburg-Biedenkopf gewählt.

## Nationalmannschaft
2005 wurde Hicran Özen in Marburg Stammspielerin und rückte immer häufiger in die Anfangsformation. Im Jahre 2006 wurde sie in die A-Nationalmannschaft berufen. Ihr Länderspieldebüt gab sie beim Testspiel am 9. August in Istanbul gegen die Türkei (64:76-Niederlage) und erzielte sechs Punkte. Später bestritt sie erfolgreich die Europameisterschaftsqualifikation. Im Jahr 2007 wurde sie wieder in die Damenbasketballnationalmannschaft für die Basketball-Europameisterschaft der Damen vom 24. September bis 7. Oktober 2007 in Chieti/Italien berufen, verzichtete aber auf die Nominierung, um eine Fußverletzung auszukurieren.